# Мухин, Александр Николаевич
Александр Николаевич Мухин (1859 — после 1917) — крестьянин, художник, земский деятель, член Государственной думы IV созыва от Костромской губернии.

## Биография
Крестьянин д. Мелёшино Быковской волости (с центром в с. Степаново)  Галичского уезда Костромской губернии. Учился дома, где получил начальное образование. В 1870—1877 работал маляром в Москве.  Окончил Московское училище живописи, ваяния и зодчества в мастерской профессора В. Г. Перова.  Награждён двумя серебряными медалями. С 1882 по 1883 год посещал как вольнослушатель Императорскую академию художеств, окончил её с большой серебряной (поощрительной) медалью. 21 мая 1882 года Мухину выдано свидетельство, дающее право преподавать рисование в гимназиях и реальных училищах. 7 октября 1906 года Мухин доложил Галичской земской управе о том, что Д. Н. Анучин обратился к нему с просьбой организовать библиотеку-читальню при Быковской земской школе в память о его Анучина покойной матери, уроженке деревни Баулина Быковской волости. А. Н. Мухин был избран уездным земским собранием попечителем этой библиотеки, но  не был утверждён костромским губернатором, тогда на это место уездным собранием был избран дворянин В. Е. Горталов.
С 1897 года занимался  церковной живописью в родной волости, а также пчеловодством и земледелием на 4 десятинах надельной земли и 35 десятинах собственной.
С 1897 по 1912 год гласный Галичского уездного земского собрания. В 1903-1912 годах состоял в Галичской уездной земской управе. Учредитель кредитного товарищества и сельскохозяйственного общества в Быковской волости Галичcкого уезда.

### В Государственной Думе
20 октября 1912 года был избран в Государственную думу IV созыва от  съезда уполномоченных от волостей Костромской губернии. Вошёл в состав конституционно-демократической фракции. Состоял членом думской земельной комиссии, комиссии по охоте и сельскохозяйственной комиссии. Был членом Прогрессивного блока.

### После Февральской революции
Со 2 по 13 марта 1917 член комиссии по внутреннему распорядку Государственной Думы. После 19 марта того же года комиссар Временного комитета Государственной думы и Временного правительства на Западном фронте. Выехал на фронт.
Дальнейшая судьба и дата смерти неизвестны.

## Семья
- Жена[3]  — ?
  - Четверо детей[3] — ?

### Рекомендуемые источники
- Кондаков С. Н. Список русских художников к юбилейному справочнику Императорской Академии художеств. СПб. 1914
- Николаев А. Б. Комиссары Временного комитета Государственной Думы (февраль - март 1917 г.): персональный состав // Из глубины времён, СПб 1995, № 5.

### Архивы
- Российский государственный исторический архив. Фонд 1278. Опись 9. Дело 535;